# Communauté de communes du Gévaudan
La communauté de communes du Gévaudan est une communauté de communes française, située dans le département de la Lozère et la région Occitanie.

## Historique
Elle est créée début 2004, faisant suite à un syndicat intercommunal à vocation unique (SIVU), créé en 1989 et transformé ensuite en syndicat intercommunal à vocation multiple (SIVOM).
Le 1er janvier 2016, les communes de Chirac et Le Monastier-Pin-Moriès fusionnent pour constituer Bourgs sur Colagne.
Le schéma départemental de coopération intercommunale, arrêté par le préfet de la Lozère le 29 mars 2016, maintient la communauté de communes du Gévaudan dans son périmètre à partir du 1er janvier 2017.

## Territoire communautaire

### Composition
La communauté de communes est composée des 12 communes suivantes :

| Nom                    | Code Insee | Gentilé          | Superficie (km2) | Population (dernière pop. légale) | Densité (hab./km2) |
| ---------------------- | ---------- | ---------------- | ---------------- | --------------------------------- | ------------------ |
| Marvejols (siège)      | 48092      | Marvejolais      | 12,45            | 4 752 (2022)                      | 382                |
| Antrenas               | 48005      | Antrenois        | 17,55            | 330 (2022)                        | 19                 |
| Bourgs sur Colagne     | 48099      |                  | 53,09            | 2 077 (2022)                      | 39                 |
| Le Buisson             | 48032      | Buissonniers     | 24,45            | 221 (2022)                        | 9                  |
| Gabrias                | 48068      | Gabriasois       | 20,65            | 159 (2022)                        | 7,7                |
| Grèzes                 | 48072      | Gréziens         | 16,21            | 209 (2022)                        | 13                 |
| Montrodat              | 48103      | Montrodatiens    | 20,65            | 1 168 (2022)                      | 57                 |
| Palhers                | 48107      | Palhérois        | 8,59             | 192 (2022)                        | 22                 |
| Recoules-de-Fumas      | 48124      | Recoulois        | 9,77             | 99 (2022)                         | 10                 |
| Saint-Bonnet-de-Chirac | 48138      | Bonnetiens       | 7,68             | 72 (2022)                         | 9,4                |
| Saint-Laurent-de-Muret | 48165      | Saint-Laurentais | 46,04            | 191 (2022)                        | 4,1                |
| Saint-Léger-de-Peyre   | 48168      | Saint-Légérais   | 27,35            | 188 (2022)                        | 6,9                |

### Démographie
| 1968  | 1975  | 1982  | 1990  | 1999  | 2010  | 2015  | 2021  |
| ----- | ----- | ----- | ----- | ----- | ----- | ----- | ----- |
| 7 880 | 8 763 | 9 626 | 9 767 | 9 757 | 9 870 | 9 878 | 9 667 |

## Administration

### Siège
Le siège de la communauté de communes est situé au Pôle d’activités du Gévaudan, 4 rue des Chazelles, à Marvejols.

### Les élus
À la suite du renouvellement des conseils municipaux, en mars 2020, le conseil communautaire de la communauté de communes du Gévaudan se compose de 34 délégués représentant chacune des communes membres et élus pour une durée de six ans.
Ils sont répartis comme suit :
| Nombre de délégués | Communes |
| ------------------ | --- |
| 15                 | Marvejols |
| 7                  | Bourgs sur Colagne |
| 3                  | Montrodat |
| 1                  | Antrenas, Le Buisson, Gabrias, Grèzes, Palhers, Recoules-de-Fumas, Saint-Bonnet-de-Chirac, Saint-Laurent-de-Muret, Saint-Léger-de-Peyre |

### Présidence
| Période                                  | Période      | Identité         | Étiquette | Qualité                                                                                          |
| ---------------------------------------- | ------------ | ---------------- | --------- | ------------------------------------------------------------------------------------------------ |
| 2004                                     | 2014         | Jean Roujon      |           | maire de Marvejols (2001 → 2014), conseiller général (1985 → 2015) du canton de Marvejols        |
| 2014                                     | 2017         | ?                |           |                                                                                                  |
| 2017                                     | juillet 2020 | Rémi André       |           | maire de Montrodat (2001 → ), conseiller départemental du canton de Bourgs sur Colagne (2020 → ) |
| juillet 2020                             | En cours     | Patricia Brémond | DVG       | maire de Marvejols (2020 → ), conseillère départementale du canton de Marvejols (2015 → )        |
| Les données manquantes sont à compléter. |              |                  |           |                                                                                                  |

### Compétences
- Aménagement rural
- Collecte des déchets des ménages et déchets assimilés
- Création, aménagement, entretien et gestion de zone d'activités industrielle, commerciale, tertiaire, artisanale ou touristique
- Opération programmée d'amélioration de l'habitat (OPAH)
- Tourisme
- Traitement des déchets des ménages et déchets assimilés

### Régime fiscal et budget
Le régime fiscal de la communauté de communes est la fiscalité professionnelle unique (FPU).